# NGC 681
NGC 681 is een balkspiraalstelsel in het sterrenbeeld Walvis. Het hemelobject werd op 28 november 1785 ontdekt door de Duits-Britse astronoom William Herschel.

## Synoniemen
- PGC 6671
- MCG -2-5-52
- IRAS01467-1040